# Аддералл

Структурна формула амфетаміну

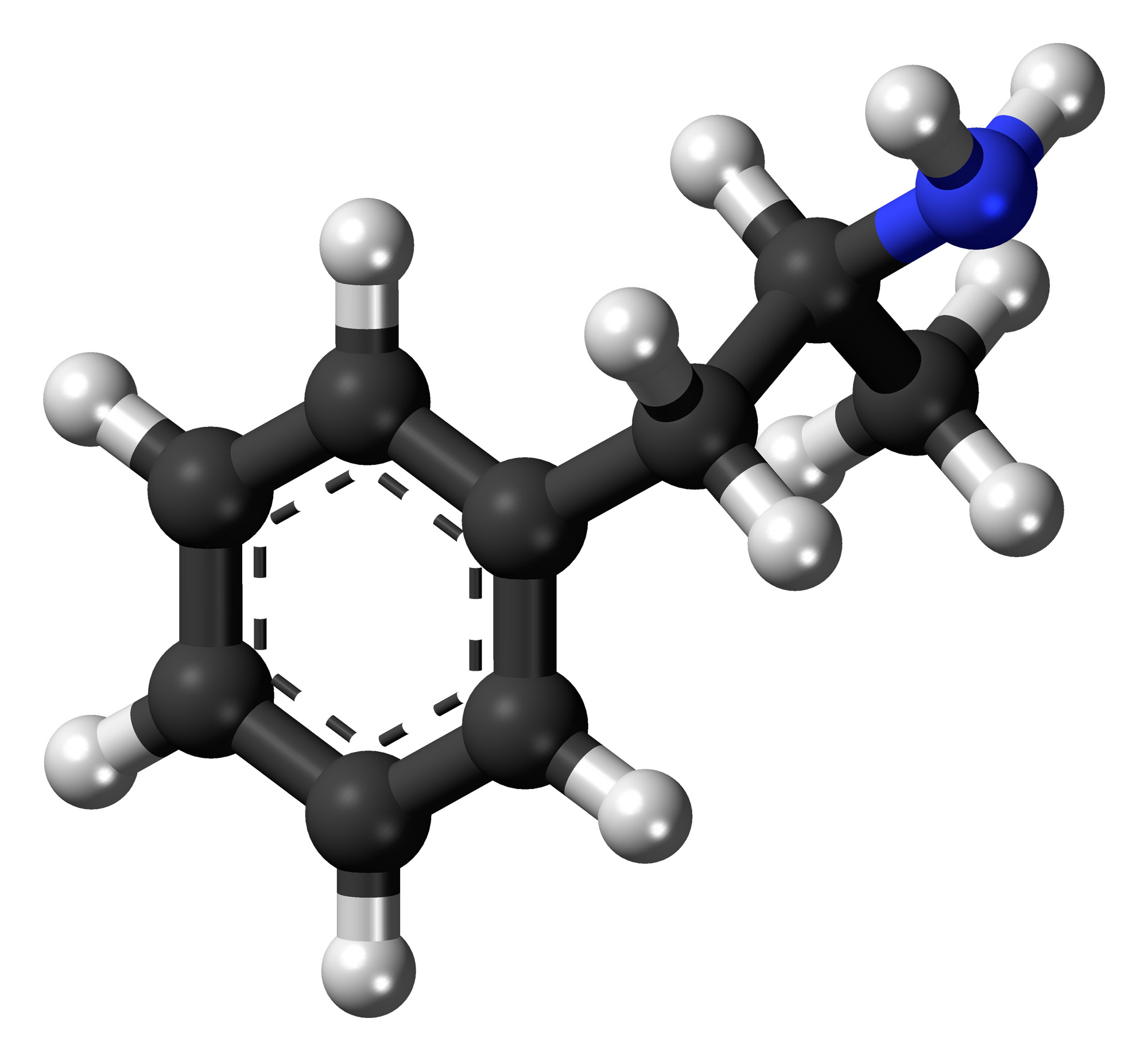
3D-вигляд стуктурної форми декстроамфетаміну

Аддералл (іноді Аддерол, Аддералл XR, Мідеїз, англ. Adderall, англ. Adderall XR, англ. Mydayis) — комбінований лікарський препарат, який за хімічним складом є сумішшю двох енантіомерів амфетаміну — 75 % солей декстроамфетаміну і 25 % солей левоамфетаміну, та є похідним фенілетиламіну. Аддералл застосовується у низці країн для лікування розладу дефіциту уваги та гіперактивності та нарколепсії, проте часто застосовується нелегально для стимуляції розумової діяльності, як препарат для допінгу, афродизіак, як засіб для схуднення, а також з метою отримання ейфорії шляхом наркотичного сп'яніння. В Україні аддералл не зареєстрований та не має легального статусу.

## Фармакологічні властивості
Аддералл — синтетичний лікарський засіб, який за хімічним складом є сумішшю двох енантіомерів амфетаміну — 75 % солей декстроамфетаміну і 25 % солей левоамфетаміну, та є похідним фенілетиламіну. Механізм дії препарату полягає у посиленні секреції усіх моноамінових нейромедіаторів (зокрема адреналіну та норадреналіну) в синаптичну щілину, а також блокуванні активності моноамінооксидази як у центральній, так і периферичній нервовій системі. Це призводить до посилення процесів збудження в ЦНС, наслідком чого є посилення бадьорості, розумової та фізичну працездатності, а також покращення настрою людини. Завдяки цьому аддералл застосовується у ряді країн світу (США, Канада, Велика Британія) для лікування синдрому порушення активності та уваги та нарколепсії, причому в США він став одним із найрозповсюдженіших препаратів, що застосовуються при даних захворюваннях. Зважаючи на його фармакологічні властивості, в США значна кількість студентів вищих навчальних закладів, а також частина учнів шкіл, застосовують аддералл для підвищення розумових здібностей та покращення пам'яті. У Сполучених Штатах Америки аддералл також, частіше жінками, застосовується для зменшення маси тіла як засіб, який зменшує апетит та кількість спожитої їжі. Аддералл також часто застосовуть кіберспортсмени для покращення своїх розумових здібностей та пришвидшення реакції. Аддераллом часто зловживають для покращення свого розумового та фізичного стану медійні особистості. Проте, незважаючи на ефективність цього препарату, при його застосуванні побічних ефектів, найважчим із яких є розвиток фізичної та психологічної залежності від прийому препарату. Застосування аддераллу призводить також до виникнення ейфорії, деперсоналізації, галюцинацій, приступів панічного жаху, а в кінцевому підсумку — до зниження пам'яті та працездатності. У деяких країнах світу, де аддералл дозволений до медичного застосування, він відноситься до суворо контрольованих лікарських препаратів. Проте у США та інших країнах ведуться дискусії щодо вільного обігу аддераллу та подібних до нього стимуляторів центральної нервової системи.

### Фармакокінетика
Аддералл при прийомі всередину швидко всмоктується та розподіляється в організмі, біодоступність препарату при пероральному прийомі становить 75 % по декстроамфетаміну, максимальна концентрація в крові досягається протягом 3 годин при застосуванні форм препарату з швидким вивільненням та 7 годин для форм із повільним вивільненням, при застосуванні аддераллу разом із їжею всмоктування препарату триває довше. Аддералл добре проходить через гематоенцефалічний бар'єр, через плацентарний бар'єр та виділяється в грудне молоко. Метаболізується препарат у печінці з утворенням як активних, так і неактивних метаболітів. Виводиться препарат із сечею частково в незміненому вигляді, а частково у вигляді метаболітів. Період напіввиведення в дорослих складає 10—13 годин, у дітей віком 6—12 років складає 9—11 годин, у підлітків віком 13—17 років складає 11—14 годин, даних за зміну цього часу в осіб із порушенням функції печінки або нирок, а також в осіб похилого віку немає.

## Медичне застосування
У країнах, у яких зареєстрований аддералл, він застосовується для лікування розладу дефіциту уваги та гіперактивності та нарколепсії.

## Побічна дія
При застосуванні аддераллу побічні ефекти є дуже частими. Найважчим із побічних ефектів є розвиток фізичної та психологічної залежності від прийому препарату. При застосуванні аддераллу також можуть спостерігатися різноманітні алергічні реакції як від простого висипу на шкірі, так і до набряку губ, язика або до ларингоспазму. Часто при застосуванні препарату можуть спостерігатися побічні реакції з боку травної системи, зокрема сухість у роті, неприємні відчуття в ротовій порожнині, біль у животі, втрата апетиту, запор або діарея. Найчастіше спостерігаються побічні ефекти з боку нервової системи — неспокій, тремор, нервозність, збудження, головний біль, запаморочення, безсоння. При застосуванні препарату також може спостерігатися зниження лібідо або імпотенція. При розвитку залежності від аддераллу можуть спостерігатися схуднення, ейфорія, деперсоналізація, галюцинації, приступи панічного жаху, страх смерті. При передозуванні препарату також можуть спостерігатися аритмії, артеріальна гіпертензія, гарячка, значне посилення головного болю, погіршення зору, сплутаність свідомості, зміни поведінки хворого, а при значному передозуванні — кома та зупинка дихання.

## Немедичне застосування
Аддералл часто застосовується, особливо в США значною кількістю студентів вищих навчальних закладів, частиною учнів шкіл, аспірантів та навіть науковців та людей творчих професій, для підвищення розумових здібностей та покращення пам'яті. У випадку немедичного застосування аддераллу частіше спостерігається розвиток фізичної та психологічної залежності від препарату. Також, частіше жінками в Сполучених Штатах Америки, аддералл застосовується для зниження маси тіла.

## Форми випуску
Аддералл випускається у вигляді таблеток та желатинових капсул по 0,005; 0,01; 0,0125; 0,015; 0,02; 0,025 та 0,03 г.